# Acacia caven
Acacia caven é uma espécie de leguminosa do gênero Acacia, pertencente à família Fabaceae.